# Шнайдер проти Бакса
«Шнайдер проти Бакса» (англ. Schneider vs. Bax) — нідерландський комедійний фільм, знятий Алексом ван Вармердамом. Світова прем'єра стрічки відбулась 8 серпня 2015 року на Локарнському міжнародному кінофестивалі, а в Україні — 29 жовтня 2015 року на Київському міжнародному кінофестивалі «Молодість». Фільм розповідає про найманого убивцю Шнайдера, якому доручають вбити письменника Рамона Бакса.

## У ролях
- Том Девіспеларе — Шнайдер
- Алекс ван Вармердам — Рамон Бакс
- Марія Краакман — Франциска
- Аннет Малгербе — Джина
- П’єр Бокма — Болек

## Визнання
| Нагороди та номінації фільму «Шнайдер проти Бакса» | Нагороди та номінації фільму «Шнайдер проти Бакса» | Нагороди та номінації фільму «Шнайдер проти Бакса» | Нагороди та номінації фільму «Шнайдер проти Бакса» | Нагороди та номінації фільму «Шнайдер проти Бакса» | Нагороди та номінації фільму «Шнайдер проти Бакса» |
| Рік                                                | Кінопремія / Кінофестиваль                         | Категорія / Нагорода                               | Номінант                                           | Результат                                          |                                                    |
| -------------------------------------------------- | -------------------------------------------------- | -------------------------------------------------- | -------------------------------------------------- | -------------------------------------------------- | -------------------------------------------------- |
| 2015                                               | Локарнський міжнародний кінофестиваль              | «Золотий леопард» за найкращий фільм               | «Шнайдер проти Бакса»                              | Номінація                                          |                                                    |
| 2015                                               | Чиказький міжнародний кінофестиваль                | «Золотий Г'юго» за найкращий фільм                 | «Шнайдер проти Бакса»                              | Номінація                                          |                                                    |
| 2015                                               | Гамбурзький кінофестиваль                          | Нагорода критиків                                  | «Шнайдер проти Бакса»                              | Номінація                                          |                                                    |
| 2015                                               | Остінський кінофестиваль фантастики                | Приз журі за найкращий фільм                       | «Шнайдер проти Бакса»                              | Номінація                                          |                                                    |
| 2015                                               | Паризький кінофестиваль                            | Приз «Новий жанр»                                  | «Шнайдер проти Бакса»                              | Перемога                                           |                                                    |
| 2015                                               | Остендеський кінофестиваль                         | Приз «Погляд»                                      | «Шнайдер проти Бакса»                              | Номінація                                          |                                                    |
| 2015                                               | Нідерландський кінофестиваль                       | «Золоте теля» за найкращий фільм                   | «Шнайдер проти Бакса»                              | Номінація                                          |                                                    |
| 2015                                               | Нідерландський кінофестиваль                       | «Золоте теля» за найкращу режисерську роботу       | Алекс ван Вармердам                                | Номінація                                          |                                                    |
| 2015                                               | Нідерландський кінофестиваль                       | «Золоте теля» за найкращий сценарій                | Алекс ван Вармердам                                | Номінація                                          |                                                    |
| 2015                                               | Нідерландський кінофестиваль                       | «Золоте теля» за найкращу жіночу роль              | Марія Краакман                                     | Номінація                                          |                                                    |
| 2015                                               | Нідерландський кінофестиваль                       | «Золоте теля» за найкращу операторську роботу      | Том Ерісман                                        | Номінація                                          |                                                    |
| 2015                                               | Нідерландський кінофестиваль                       | «Золоте теля» за найкращий монтаж                  | Йоб тер Бюрх                                       | Номінація                                          |                                                    |
| 2015                                               | Нідерландський кінофестиваль                       | «Золоте теля» за найкращий дизайн звуку            | Пітер Варньє                                       | Номінація                                          |                                                    |
| 2015                                               | Сіджеський міжнародний кінофестиваль               | Найкращий фільм                                    | «Шнайдер проти Бакса»                              | Номінація                                          |                                                    |
| 2015                                               | Ванкуверський міжнародний кінофестиваль            | Нагорода глядачів                                  | «Шнайдер проти Бакса»                              | Номінація                                          |                                                    |
| 2015                                               | Варшавський міжнародний кінофестиваль              | Гран-прі                                           | «Шнайдер проти Бакса»                              | Номінація                                          |                                                    |